# Cmentarz ewangelicki w Holendrach Chwalborskich
Cmentarz ewangelicki w Holendrach Chwalborskich (również cmentarz ewangelicki w Domaninie, cmentarz ewangelicki w Cichmianej) – nieczynny cmentarz ewangelicko-augsburski w Holendrach Chwalborskich, części wsi Domanin.

## Historia
Cmentarz powstał na początku XX wieku lub w XIX wieku. Do 2011 roku cmentarz pozostawał w ruinie. W 2011 roku, z inicjatywy prezesa firmy GLASPO, Piotra Opasa i Towarzystwa Przyjaciół Miasta Dąbie podjęto działania zmierzające do uporządkowania cmentarza. Wiosną i latem 2012 roku na terenie cmentarza rozpoczęły się prace porządkowe, ustalono również, że zarządcą cmentarza jest parafia Narodzenia Najświętszej Maryi Panny w Chełmnie nad Nerem. 
Cmentarz ma 1700 metrów kwadratowych powierzchni. Na cmentarzu zachowało się kilkadziesiąt nagrobków, znajduje się na nim również zwieńczony krzyżem pomnik z kamieni polnych. Teren cmentarza otoczony jest siatką, lecz zachowały się na nim fragmenty dawnego ogrodzenia. 
Cmentarz figuruje w gminnej ewidencji zabytków.